# Kovács Béla (politikus, 1910–1980)
Kovács Béla (Mátranovák, 1910. május 12. – Budapest, 1980. június 14.) magyar kommunista politikus, hadbíró, igazságügy-miniszter.

## Élete
13 évesen már a Salgótarjáni Gépgyár vasöntödéjében dolgozott, majd 1924-ben lakatostanuló lett, 1930-as elbocsátásáig segédként dolgozott tovább a gyárban. 1928-ban kapcsolódott be a munkásmozgalomba, a Kommunista Ifjúmunkások Magyarországi Szövetsége tagjaként. 1932-től katonai szolgálatra hívták, ezt követően 1937-ig munkanélküli volt. Ekkor csillésként tudott elhelyezkedni a Salgótarjáni Kőszénbánya Rt.-nél. 1944-től Petőfibánya pártéletét szervezte, 1945 után pártfunkcionárius. Az egyéves Bírói és Ügyészi Akadémia elvégzése után hadbíró lett Szegeden, később ő lett a Budapesti Katonai Törvényszék elnöke. 1953 első felében igazságügy-miniszterré nevezték ki, 1953. február 2-től 1953. július 4-ig töltötte be e tisztségét. 1953–55-ben a Honvédelmi Minisztérium igazságügyi főcsoportfőnöke volt ezredesi rangban.
Kovács hadbíróként vezette az úgynevezett pártőrség-pert 1952-ben, amit az Államvédelmi Hatóság (ÁVÓ) állományába tartozó pártőrség néhány tagja, továbbá a magyarországi szalézi rend egyes papjai - köztük Sándor István ellen indítottak. Az eljárás a korabeli koncepciós perek forgatókönyve szerint zajlott, az ártatlanul perbe fogottak közül négy vádlottat ítéltek halálra.